# Worksop
Worksop – największe miasto w dystrykcie Bassetlaw, położone w hrabstwie Nottinghamshire w środkowej Anglii. Najbardziej znanymi osobami pochodzącymi z miasta są: Bruce Dickinson, wokalista grupy muzycznej Iron Maiden oraz Graham Taylor, menadżer piłki nożnej.

## Położenie
Worksop jest 40-tysięcznym miastem położonym w środkowej Anglii na północy hrabstwa Nottinghamshire w dystrykcie Bassetlaw. Przez miasto przepływa nieduża rzeka Ryton. Na południe od miasta rozpoczyna się las znany pod nazwą lasu Sherwood. Są to niezbyt obszerne pozostałości po tym, co w średniowieczu było wielkim borem ciągnącym się kilometrami, aż do miasta Nottingham. To właśnie w tym lesie przed wiekami mieszkał legendarny Robin Hood. Worksop znajduje się 19 mil na wschód od miasta Sheffield. Miejscowość znana była jako brama do książęcych posiadłości ("Gateway to the Dukeries"), ponieważ aż cztery książece posiadłości rodowe znajdowały się na południe od miasta w bliskiej odległości: Clumber House, Thoresby Hall, Welbeck Abbey i Rufford Abbey.

## Infrastruktura
W mieście lub w jego pobliżu znajduje się kilka dużych centrów handlowych i przeładunkowych. Znajduje się tutaj fabryka Oxo produkująca rosołki wołowe do zup. Na południowo-wschodnim krańcu Worksop znajduje się centrum dystrybucyjne firmy B&Q, która jest największą siecią branży budowlanej w Wielkiej Brytanii. Kilka kilometrów na wschód od miasta przy drodze A60 znajduje się kwatera główna angielskiej sieci sklepów przemysłowych Wilkinson. W tych samych okolicach znajdują się dwie duże fabryki Greencore produkujące dania gotowe (np. kanapki). W Worksop działa klub piłkarski Worksop FC, który gra w angielskiej szóstej lidze okręgowej.

## Historia
Pierwsza osada na terenie obecnego centrum miasta znajdowała się tutaj już przed 1066 rokiem, przed inwazją Normanów na Wielką Brytanię. Pierwsze źródło pisane na temat Worksop pochodzi z 1096 roku. Wówczas w powstałym w tym roku Domesday Book pojawia się zapis na temat miejscowości Werchesope. W 1103 roku baron Willam de Lovetot wybudował tu nieduży zamek oraz ustanowił opactwo augustianów. Zakonnicy wybudowali w miasteczku duży kościół przyklasztorny (Worksop Priory) istniejący tutaj do dziś, będący jedną z najstarszych budowli w mieście. Augustianie z parafii z Worksop wybudowali pierwszy kościół w pobliskim mieście Sheffield. Dziś w tym miejscu stoi katedra.
W średniowieczu Worksop było miastem targowym. W 1777 roku został wybudowany kanał Chesterfield, który przebiega przez Worksop. Jest to kanał, po którym Anglicy podróżują obecnie barkami, łączy on miasta Manchester i Lincoln. W 1849 roku w Worksop powstał pierwszy dworzec kolejowy łączący miasto z Sheffield na zachodzie i Lincoln na wschodzie. Worksop w XIX wieku znane było przede wszystkim jako ośrodek górniczy. Znajdowała się tutaj nieduża kopalnia węgla. W 1990 roku kopalnia została zlikwidowana jak wiele innych kopalń na terenie środkowej Anglii. W 2007 roku miasto dotknęła powódź, która nie miała jednak tak niszczących skutków jak w innych miejscowościach w okolicy. Natomiast w roku 2008 miało miejsce trzęsienie ziemi, które nie wyrządziło żadnych szkód w tym mieście.
W Worksop znajduje się główny szpital dystryktu (gminy) Bassetlaw, obsługuje około 33 tysiące pacjentów rocznie. W mieście znajdują się także sklepy takich sieci handlowych jak Tesco, Sainsbury, Netto, Matalan. Kilka kilometrów na zachód od Worksop przebiega autostrada M1 łącząca południe z północą Wielkiej Brytanii.

## Zabytki
Miasto ma kilka ciekawych zabytków. Pierwszym z nich jest dawny kościół klasztorny Augustianów znany obecnie pod nazwą Worksop Priory. Jest to trójnawowy kościół zwieńczony dwoma wieżami o typowej dla angielskich kościołów wyglądzie. Worksop Priory to siedziba anglikańskiej parafii pod wezwaniem Świętej Marii i świętego Kuthberta. W pobliżu Worksop Priory znajduje się stara brama miejska, nad którą znajduje się nieduża galeria sztuki.
W mieście znajduje się także małe muzeum znane pod nazwą Mr Straw's House. Jest to przykład typowego domu z epoki wiktoriańskiej. Budynek należał do bogatej rodziny Straw.  
W centrum miasta znajduje się deptak miejski usytuowany przy ulicy Bridge Street. To główna ulica w centrum, przy której znajdują się sklepy. Wokół miasta jest zlokalizowanych kilka dużych pól golfowych.

## Polonia
Polska Szkoła Sobotnia.